# Liv Hewson
Liv Hewson (29 de novembre de 1995) és una personalitat no-binària australiana que es dedica a l'actuació. Va interpretar a Abby Hammond a la sèrie de Netflix Santa Clarita Diet del 2017 al 2019. Des del 2021 ha estat retratant Van Palmer a la sèrie de Showtime Yellowjackets.

## Carrera
El 2014, Hewson va viatjar a Los Angeles per assistir a un taller d'actuació. El 2016, va interpretar el paper principal de Claire Duncan a la sèrie web de fantasia Dramaworld. El 2017, va protagonitzar la pel·lícula Before I Fall i va tenir papers recurrents a la segona sèrie de Top of the Lake i a la minisèrie Inhumans.

## Vida personal
Hewson va néixer a Canberra, va créixer al suburbi d'Hughes i va assistir a l'Alfred Deakin High School i al Canberra College. Hewson té tres germans; la seua mare, Angela, és una servidora pública i el seu pare, Tony, és psicòleg. Hewson va començar a actuar com a part del Canberra Youth Theatre. En créixer, la família veia molts programes de televisió estatunidencs, com ara Els Simpson i Futurama, que Hewson va dir que facilitava actuar amb un accent americà.
El 2011, Hewson va sortir com a persona no-binaria als 16 anys i utilitza pronoms they/them en anglés. El 2020, Hewson va rebre el Human Rights Campaign Visibility Award per la seua defensa LGBT+.